# Distrito de Ústí nad Labem
El distrito de Ústí nad Labem es uno de los siete distritos que forman la región de Ústí nad Labem, República Checa, con una población estimada a principio del año 2018 de 119 498 habitantes. 
Se encuentra ubicado al noroeste del país, al noroeste de Praga, cerca de la frontera con Alemania. Su capital es la ciudad de Ústí nad Labem.

## Localidades (población año 2018)
- Chabařovice 2557
- Chlumec 4434
- Chuderov 1056
- Dolní Zálezly 572
- Habrovany 215
- Homole u Panny 372
- Libouchec 1816
- Malé Březno 508
- Malečov 806
- Petrovice 902
- Povrly 2205
- Přestanov 396
- Řehlovice 1418
- Ryjice 193
- Stebno 485
- Tašov 149
- Telnice 723
- Tisá 939
- Trmice 3339
- Ústí nad Labem 93 040
- Velké Březno 2268
- Velké Chvojno 864
- Zubrnice 241